# Delphinium brunonianum
Delphinium brunonianum är en ranunkelväxtart som beskrevs av John Forbes Royle. Delphinium brunonianum ingår i släktet storriddarsporrar, och familjen ranunkelväxter. Inga underarter finns listade i Catalogue of Life.